# Ishania totonak
Ishania totonak là một loài nhện trong họ Zodariidae.
Loài này thuộc chi Ishania. Ishania totonak được Rudy Jocqué & Léon Baert miêu tả năm 2002.